# Capitaine Conan
Pour les articles homonymes, voir Capitaine Conan (roman) et Conan.
Pour plus de détails, voir Fiche technique et Distribution.
Capitaine Conan est un film français de Bertrand Tavernier, sorti en 1996. Son action se déroule pendant et immédiatement après la Première Guerre mondiale sur le Front des Balkans. Il s'agit d'une adaptation du roman homonyme Capitaine Conan de Roger Vercel.

## Synopsis
Conan est un guerrier au sens plein du terme : il se bat d'une manière rude et exceptionnelle et il vit intensément en raison de la guerre.
Les Balkans, jusqu'en septembre 1918, sont l'un des théâtres de la guerre des tranchées. La prise du mont Sokol, l'une des dernières grandes batailles de la guerre, précipite la reddition de la Bulgarie et offre à l'armée d'Orient, sous le commandement de Franchet d'Esperey, une vaste brèche vers le territoire austro-hongrois.
À la tête d'une cinquantaine de soldats héroïques, sortis pour la plupart des prisons militaires, Conan (Philippe Torreton) alors  lieutenant, bataille à la manière des Sioux et fait trembler les secteurs ennemis. Avec son « corps franc », en marge des autres unités militaires, il attaque l'ennemi au couteau et au corps-à-corps : « On lui voyait le blanc des yeux au frère et on le crevait en foutant la verte à tout le régiment... »
Conan méprise l'armée régulière et les officiers d'active, ceux qu'il appelle des « soldats », alors qu'il se considère comme un « guerrier ». Il n'a d'estime que pour De Scève (Bernard Le Coq), aristocrate Saint-Cyrien ayant refusé le confort bourgeois qui s'est engagé dans l'infanterie, et d'amitié que pour le lieutenant Norbert (Samuel Le Bihan), jeune licencié en Lettres, dont il apprécie la droiture et la morale.
L'armistice est signé en France ; l'armée d'Orient n'est pas démobilisée, puisqu'elle doit faire face aux bolcheviks de Russie. Elle reste en état de guerre. Casernés dans Bucarest, en pays allié, les soldats (dont les hommes de Conan) sèment le désordre allant jusqu'au pillage et au meurtre.
Norbert, nommé commissaire-rapporteur d'un tribunal militaire, fidèle à ses convictions, a la délicate mission d'arrêter et de faire condamner les coupables. Les hommes de Conan sont évidemment les premiers suspects ; malgré la fureur de Conan qui les défend envers et contre tout, Norbert fait son devoir et cherche à protéger son ami. Les deux amis s'opposent, se séparent, puis se retrouvent de manière inattendue quand Conan prend auprès de De Scève, qui veut le faire fusiller, la défense d'un jeune soldat accusé de désertion.

## Fiche technique
- Réalisation : Bertrand Tavernier
- Scénario : Bertrand Tavernier et Jean Cosmos, d'après le roman homonyme Capitaine Conan de Roger Vercel
- Photographie : Alain Choquart
- Décors : Guy-Claude François
- Costumes : Jacqueline Moreau et Agnès Evein
- Musique : Oswald d'Andréa
- Prise de son : Michel Desrois
- Mixage du son : Gérard Lamps
- Montage : Luce Grunenwaldt, Laure Blancherie et Khadicha Bariha-Simsolo
- Sociétés de production françaises :
  - Little Bear
  - Les Films Alain Sarde
  - TF1 Films Production
- Société de production roumaine :
  - Filmex - Constantin Popescu, Mihai Stavila et Doina Dragnea
- Pays de production :  France
- Langue originale : français
- Genre : drame et guerre
- Format : couleur — 35 mm — 2,35:1 — DTS
- Durée : 130 minutes
- Dates de sortie :
  - France : 16 octobre 1996
  - Québec : 11 avril 1997

## Distribution
- Philippe Torreton : lieutenant puis capitaine Conan
- Samuel Le Bihan : lieutenant Norbert
- Bernard Le Coq : lieutenant de Scève
- Catherine Rich : Madeleine Erlane
- François Berléand : commandant Bouvier
- Claude Rich : général Pitard de Lauzier
- André Falcon : colonel Voirin
- Claude Brosset : Père Dubreuil
- Crina Muresan : Ilyana
- Cécile Vassort : Georgette
- François Levantal : Forgeol
- Pierre Val : Jean Erlane
- Roger Knobelspiess : major Cuypene
- Frédéric Pierrot : chef de train
- Jean-Claude Calon : Officier greffier Loisy
- Laurent Schilling : Beuillard
- Jean-Yves Roan : Rouzic
- Philippe Héliès : Grenais
- Tonio Descanvelle : Caboulet
- Eric Savin : armurier
- Olivier Loustau : Mahut
- Jean-Marie Juan : Lethore
- Jean-Christophe Chavanon : sentinelle De Scève
- Christophe Calmel : un soldat De Scève
- J.P. Monaghan : major anglais
- Laurent Bateau : soldat Perrin
- Tervelt Nikolov : soldat bulgare
- Eric Dufay : lieutenant Fideli
- Philippe Frécon : cuistot Ménard
- Diana Radu : serveuse au café Sokol
- Michel Charvaz : serveur au café Sokol
- Patrick Delage : serveur au Messinge
- Patrick Brossard : Riquiou
- Yvon Crenn : ordonnance Floch
- Christophe Odent : Cabanel
- Franck Jazédé : Havrecourt
- Dominique Compagnon : Morel
- Pascal Guérin : soldat retardataire
- Christophe Vandevelde : soldat classé II
- Maria Pitarresi : infirmière du train
- Patrice Verdeil : soldat quart d'eau
- Frédéric Diefenthal : sergent à la gare de Bucarest
- Daniel Langlet : directeur du lycée français
- Luminita Anghel : chanteuse à la taverne
- Hubert Ravel : soldat de la patrouille du lieutenant Norbert
- Philippe Lelièvre et Bruno Therasse : gendarmes au bordel
- Laurent Labasse : Raoul Fourrier
- Eric Thannberger : Louberac
- Sandrine Desio : Fréhel
- Eugen Cristea : monsieur Loyal du cabaret
- Raluca Penu Tomescu : Myrna
- Juliana Ciugulea : Frida
- Dana Medeleanu : La caissière
- Olivier Cruveiller : officier en gare de Bucarest
- Olivier Brunhes : soldat anarchiste
- Jean-Claude Frissung : gendarme Bergeret
- Adrian Pintea : médecin à Bucarest
- Mircea Stoian : aide de camp du commandant Bouvier
- Marian Stan et Claudiu Istodor : Sous-officiers mess
- Laurentiu Lazar : inspecteur Romesco
- Radu Duda : inspecteur Stefanesco
- David Brécourt : lieutenant Bérard
- Olga Tudorache : prostituée
- Eugenia Bosânchenu : mère Ilyana
- Simona Mihaescu Stan : infirmière anglaise
- Sorin Cocis : caporal Moreau
- Mircea Anca : caporal Girard
- Patrick Pineau : sergent Lanzec
- Françoise Sage : serveuse au café en Bretagne
- Vasile Albinet : officier français

## Distinctions

### Prix
- Prix Méliès 1996
- César 1997 : 
  - Meilleur réalisateur – Bertrand Tavernier
  - Meilleur acteur – Philippe Torreton

### Nominations
- César 1997 : 
  - Meilleur film – Bertrand Tavernier (réalisateur), Frédéric Bourboulon et Alain Sarde (producteurs)
  - Meilleur scénario – Jean Cosmos et Bertrand Tavernier
  - Meilleurs décors – Guy-Claude François
  - Meilleurs costumes – Agnès Evein et Jacqueline Moreau
  - Meilleur son – Michel Desrois et Gérard Lamps
  - Meilleur espoir masculin – Samuel le Bihan / Philippe Torreton